# Низовье (Архангельская область)
Низовье — деревня в Вельском районе Архангельской области. Входит в состав  муниципального образования «Низовское».

## География
Деревня расположена в 28 километрах на юг от города Вельск на правом берегу реки Печеньга, притока Ваги. Ближайшие населённые пункты: на западе деревня Квашнинская.
Часовой пояс
Низовье, как и вся Архангельская область, находится в часовой зоне МСК (московское время). Смещение применяемого времени относительно UTC составляет +3:00.

## Население
| 2002 | 2010 | 2012 | 2014 |
| ---- | ---- | ---- | ---- |
| 11   | ↘2   | →2   | ↘0   |

## История
Указана в «Списке населённых мест по сведениям 1859 года» в составе Вельского уезда Вологодской губернии под номером «1875» как «Низовье». Насчитывала 18 дворов, 55 жителей мужского пола и 63 женского.
В материалах оценочно-статистического исследования земель Вельского уезда упомянуто, что в 1900 году в административном отношении деревня входила в состав Низовского Нижнего сельского общества Верховской волости. На момент переписи в селении Низовье находилось 24 хозяйства, в которых проживало 76 жителей мужского пола и 81 женского.
В деревне находилась часовня, приписанная к приходу Угронской Введенской церкви.